# Mats Hörmark
Mats Hörmark, född 11 april 1942 är en svensk  översättare och litteraturkritiker. Sedan 1987 har han översatt runt 40 böcker från engelska, huvudsakligen för bokförlaget Forum.

## Översättningar (urval)
- Jayne Anne Phillips: Ytterfil (Fast lanes) (Forum, 1987)
- Iris Origo: Köpmannen från Prato (The merchant of Prato) (Forum, 1987)
- Julian Barnes: Se in i solen (Staring at the sun) (Forum, 1988)
- Louise Erdrich: Spår (Tracks) (Wahlström & Widstrand, 1989)
- Tom Sharpe: Bara Blott (Blott on the landscape) (Forum, 1990)
- Paul Bowles: Den skyddande himlen (The sheltering sky) (Forum, 1990)
- Sara Paretsky: Smygande gift (Blood shot) (Wahlström & Widstrand, 1990)
- John Updike: I liljors skönhet (In the beauty of the lilies) (Forum, 1998)
- Willy Russell: Den andra pojken (The wrong boy) (Forum, 2001)
- Andrew Taylor: De dödas mässa (The office of the dead) (Forum, 2004)
- Bill Bryson: På spaning efter William Shakespeare : en kortfattad historik (Shakespeare) (Forum, 2008)
- Dave Eggers: Kungens hologram (A hologram for the king) (Forum, 2013)
- Julian Barnes: Tidens larm (The noise of time) (Forum, 2017)
- Julian Barnes: Den enda historien (The only story) (Forum, 2018)